# Paral·lel 62° sud
El paral·lel 62° sud és una línia de latitud que es troba a 62 graus sud de la línia equatorial terrestre. El paral·lel no travessa cap terra i només hi ha l'oceà Antàrtic.
En aquesta latitud el sol és visible durant 19 hores, 45 minuts durant el solstici d'hivern i 5 hores, 9 minuts durant el solstici d'estiu.

## Geografia
En el sistema geodèsic WGS84, al nivell de 62° de latitud sud, un grau de longitud equival a 52,398 km; la longitud total del paral·lel és de 18.863 km, que és aproximadament 47,0% de la de l'equador, del que es troba a 6.877 km i a 3.125 km del pol Sud

## Arreu del món
A partir del Meridià de Greenwich i cap a l'est, el paral·lel 62° sud passa per: 
| Coordenades                             | País. Territori o mar | Notes                                                                                               |
| --------------------------------------- | --------------------- | --------------------------------------------------------------------------------------------------- |
| 62° 0′ S, 0° 0′ E / 62.000°S,0.000°E    | Oceà Antàrtic         | Al sud de l'oceà Atlàntic Al sud de l'oceà Índic Al sud de l'oceà Pacífic Al sud de l'oceà Atlàntic |
| 62° 0′ S, 58° 36′ O / 62.000°S,58.600°O | Antàrtida             | Illa Rei Jordi, reclamat per Argentina, Xile i Regne Unit                                           |
| 62° 0′ S, 57° 39′ O / 62.000°S,57.650°O | Oceà Antàrtic         | Al sud de l'oceà Atlàntic                                                                           |